# Holme Olstrup Sogn
Holme Olstrup Sogn 
ist eine Kirchspielsgemeinde (dän.: Sogn)
auf der Insel Sjælland im südlichen Dänemark.
Bis 1970 gehörte sie zur Harde Hammer Herred im damaligen Præstø Amt, danach zur Holmegaard Kommune im Storstrøms Amt, die im Zuge der  Kommunalreform zum 1. Januar 2007 in der Næstved Kommune in der Region Sjælland aufgegangen ist.
Im Kirchspiel leben 1500 Einwohner, davon 1249 im Kirchdorf Holme-Olstrup (Stand: 1. Januar 2023).
Im Kirchspiel liegt die Kirche „Holme Olstrup Kirke“.
Nachbargemeinden sind  im Osten Toksværd Sogn, im Süden Næstelsø Sogn, im Südwesten Rønnebæk Sogn, im Westen Holsted Sogn und Fensmark Sogn und im Nordwesten Herlufmagle Sogn, ferner in der nordöstlich benachbarten Faxe Kommune Teestrup Sogn.